# Elisha Owusu
Elisha Owusu (Montreuil, Sena-Saint Denis, Francia, 7 de noviembre de 1997) es un futbolista ghanés. Juega de centrocampista y su equipo es el A. J. Auxerre de la Ligue 1. Es internacional absoluto por la selección de Ghana desde 2022.

## Trayectoria
Formado en las inferiores del Olympique de Lyon, fue ascendido al segundo equipo en la temporada 2015-16.
Fue enviado a préstamo al Sochaux-Montbéliard en la temporada 2018-19, donde jugó en la Ligue 2 el 27 de julio ante el Grenoble Foot 38.
El 21 de junio de 2019 fichó por el K. A. A. Gante de Bélgica. Allí estuvo tres años y medio antes de volver a Francia en enero de 2023 para jugar en el A. J. Auxerre.

## Selección nacional
Nacido en Francia, es descendiente ghanés. Debutó con la selección de Ghana el 29 de marzo de 2022 ante Nigeria en el empate 1-1 de la clasificación para la Copa Mundial de Fútbol de 2022.
En noviembre de 2022 fue citado para disputar la Copa Mundial de Fútbol de 2022.

## Estadísticas
Actualizado al último partido disputado el 17 de mayo de 2025.
| Club | Div.          | Temporada     | Liga  | Liga  | Copas nacionales(1) | Copas nacionales(1) | Copas internacionales(2) | Copas internacionales(2) | Total | Total |
| Club | Div.          | Temporada     | Part. | Goles | Part.               | Goles               | Part.                    | Goles                    | Part. | Goles |
| --- | ------------- | ------------- | ----- | ----- | ------------------- | ------------------- | ------------------------ | ------------------------ | ----- | ----- |
| Olympique de Lyon II Francia | 4.ª           | 2014-15       | 5     | 1     | —                   | —                   | —                        | —                        | 5     | 1     |
| Olympique de Lyon II Francia | 4.ª           | 2015-16       | 1     | 0     | —                   | —                   | —                        | —                        | 1     | 0     |
| Olympique de Lyon II Francia | 4.ª           | 2016-17       | 18    | 0     | —                   | —                   | —                        | —                        | 18    | 0     |
| Olympique de Lyon II Francia | 4.ª           | 2017-18       | 25    | 1     | —                   | —                   | —                        | —                        | 25    | 1     |
| Olympique de Lyon II Francia | Total club    | Total club    | 39    | 2     | 0                   | 0                   | 0                        | 0                        | 39    | 2     |
| F. C. Sochaux-Montbéliard Francia | 2.ª           | 2018-19       | 33    | 0     | 3                   | 0                   | —                        | —                        | 36    | 0     |
| F. C. Sochaux-Montbéliard Francia | Total club    | Total club    | 33    | 0     | 3                   | 0                   | 0                        | 0                        | 36    | 0     |
| K. A. A. Gante · Bélgica | 1.ª           | 2019-20       | 27    | 0     | 0                   | 0                   | 14                       | 0                        | 41    | 0     |
| K. A. A. Gante · Bélgica | 1.ª           | 2020-21       | 25    | 0     | 3                   | 0                   | 7                        | 0                        | 35    | 0     |
| K. A. A. Gante · Bélgica | 1.ª           | 2021-22       | 23    | 0     | 4                   | 0                   | 8                        | 0                        | 35    | 0     |
| K. A. A. Gante · Bélgica | 1.ª           | 2022-23       | 9     | 0     | 2                   | 0                   | 4                        | 0                        | 15    | 0     |
| K. A. A. Gante · Bélgica | Total club    | Total club    | 84    | 0     | 9                   | 0                   | 33                       | 0                        | 126   | 0     |
| A. J. Auxerre Francia | 1.ª           | 2022-23       | 0     | 0     | 1                   | 0                   | ―                        | ―                        | 1     | 0     |
| A. J. Auxerre Francia | 2.ª           | 2023-24       | 33    | 1     | 1                   | 0                   | ―                        | ―                        | 34    | 1     |
| A. J. Auxerre Francia | 1.ª           | 2024-25       | 28    | 1     | 1                   | 0                   | ―                        | ―                        | 29    | 1     |
| A. J. Auxerre Francia | Total club    | Total club    | 61    | 2     | 3                   | 0                   | 0                        | 0                        | 64    | 2     |
| Total carrera | Total carrera | Total carrera | 217   | 4     | 15                  | 0                   | 33                       | 0                        | 265   | 4     |
| (1) Incluye datos de la Copa de Francia, la Copa de la Liga de Francia y la Copa de Bélgica. (2) Incluye datos de la Liga de Campeones de la UEFA y la Liga Europa de la UEFA. |               |               |       |       |                     |                     |                          |                          |       |       |

## Palmarés

### Títulos nacionales
| Título          | Club           | País    | Año     |
| --------------- | -------------- | ------- | ------- |
| Copa de Bélgica | K. A. A. Gante | Bélgica | 2021-22 |